# Adad
Adad er den sumeriske vejrgud (stormgud). Han er søn af måneguden Nanna og Ningal. Han er desuden gud for varselstagning sammen med solguden Shamash.